# Acroloxidae
Famille
Les Acroloxidae sont une famille de mollusques gastéropodes.

## Liste des genres
Selon  ITIS (11 déc. 2019) :
- Acroloxus Beck, 1837

Selon BioLib (11 déc. 2019) :
- Acroloxus Beck, 1838
- Baycalancylus Y.I. Starobogatov, 1967
- Gerstfeldtiancylus Y.I. Starobogatov, 1989
- Pseudancylastrum W.A. Lindholm, 1909

Selon World Register of Marine Species (12 février 2021) :
- Acroloxus H. Beck, 1838
- Baicalancylus Starobogatov, 1967
- Frolikhiancylus Sitnikova & Starobogatov, 1993
- Gerstfeldtiancylus Starobogatov, 1989
- Pseudancylastrum Lindholm, 1909